# فوتبال در عمان
فوتبال پرطرفدارترین ورزش در عمان است. این ورزش در این کشور توسط اتحادیه فوتبال عمان اداره می‌شود. این نهاد تیم ملی فوتبال عمان و همچنین لیگ حرفه‌ای فوتبال عمان را اداره می‌کند.